# Kroktjärnen (Jörns socken, Västerbotten, 724720-169885)
Kroktjärnen är en sjö i Skellefteå kommun i Västerbotten och ingår i Byskeälvens huvudavrinningsområde.